# Desa Tambahmulyo (administrativ by i Indonesien, lat -6,82, long 111,05)
Desa Tambahmulyo är en administrativ by i Indonesien.   Den ligger i provinsen Jawa Tengah, i den västra delen av landet, 500 km öster om huvudstaden Jakarta.